# 巴拉斯港

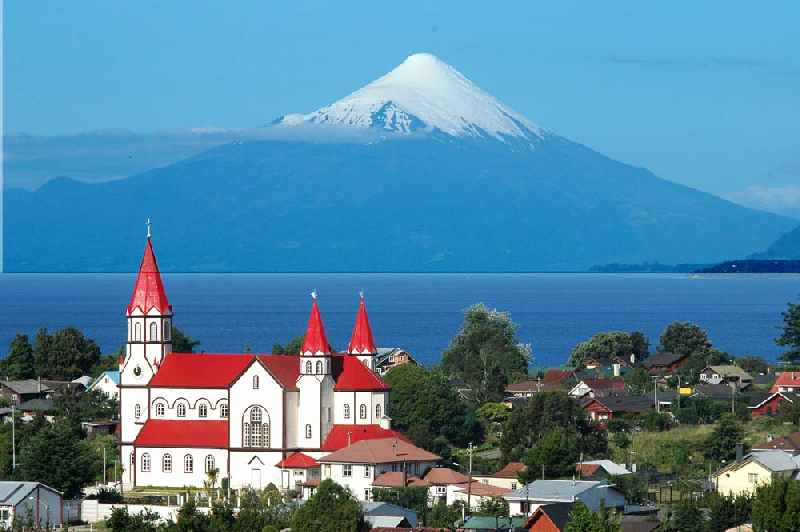

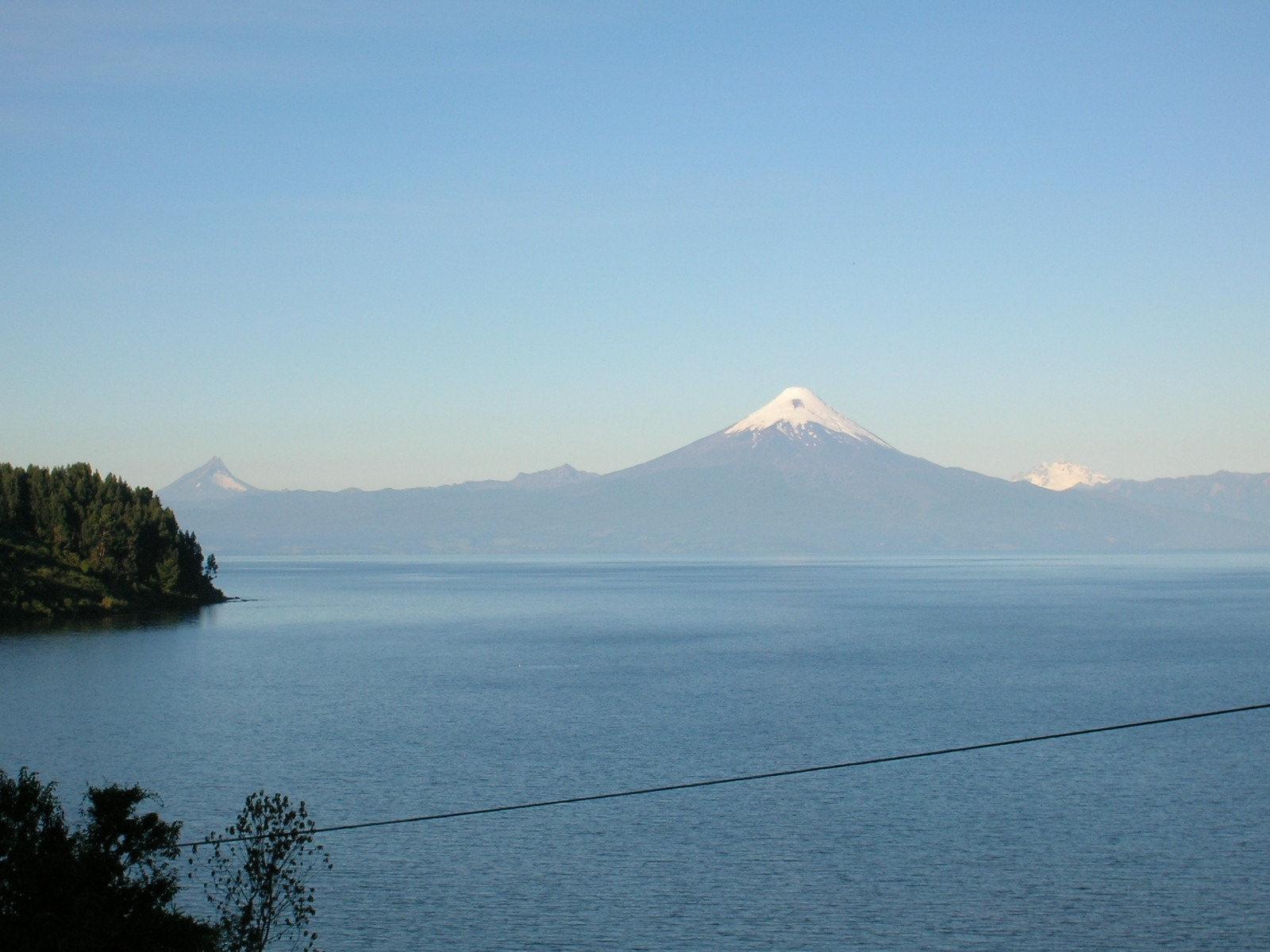

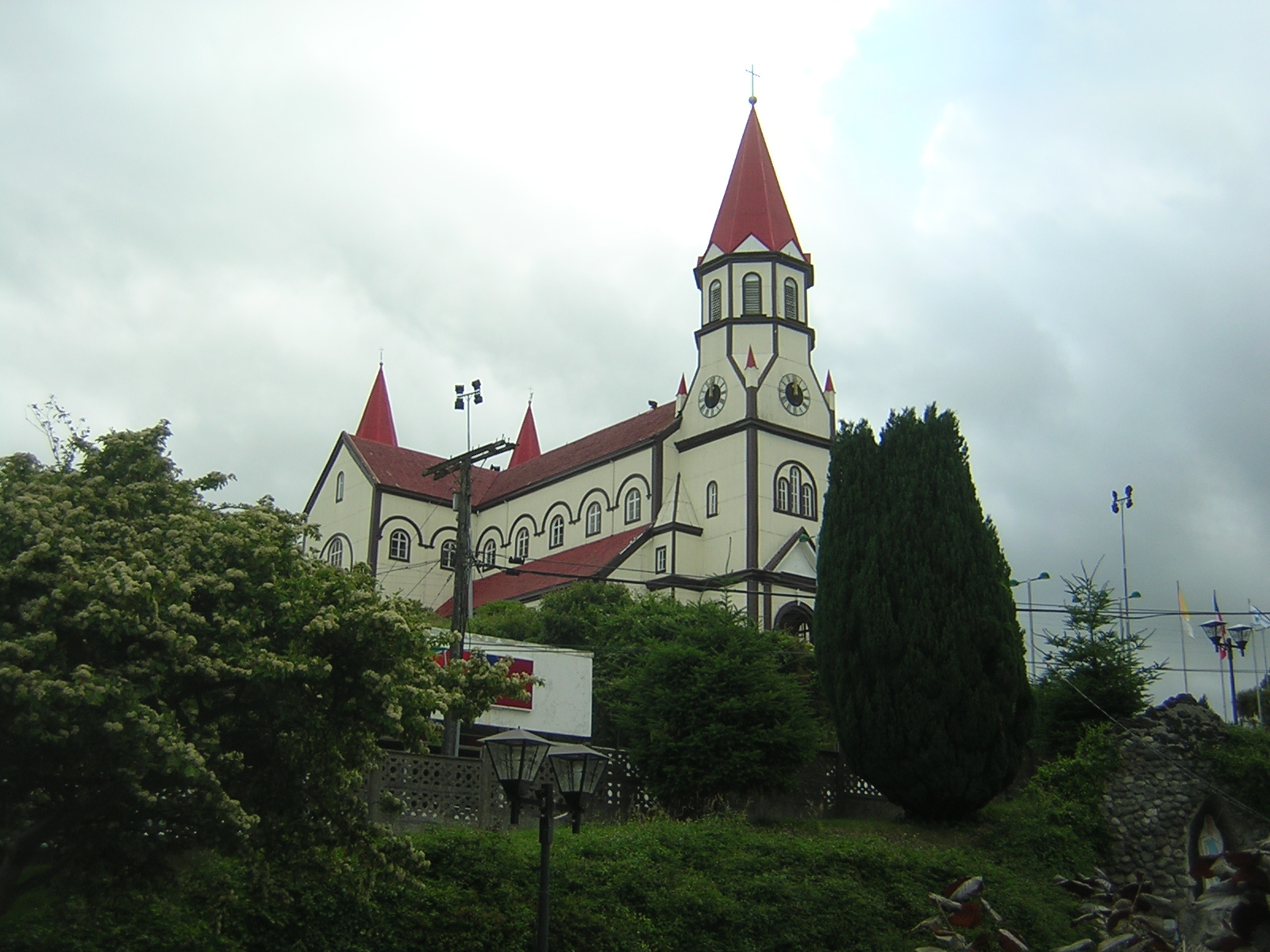

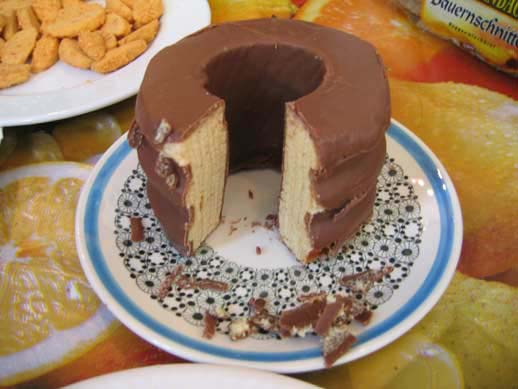

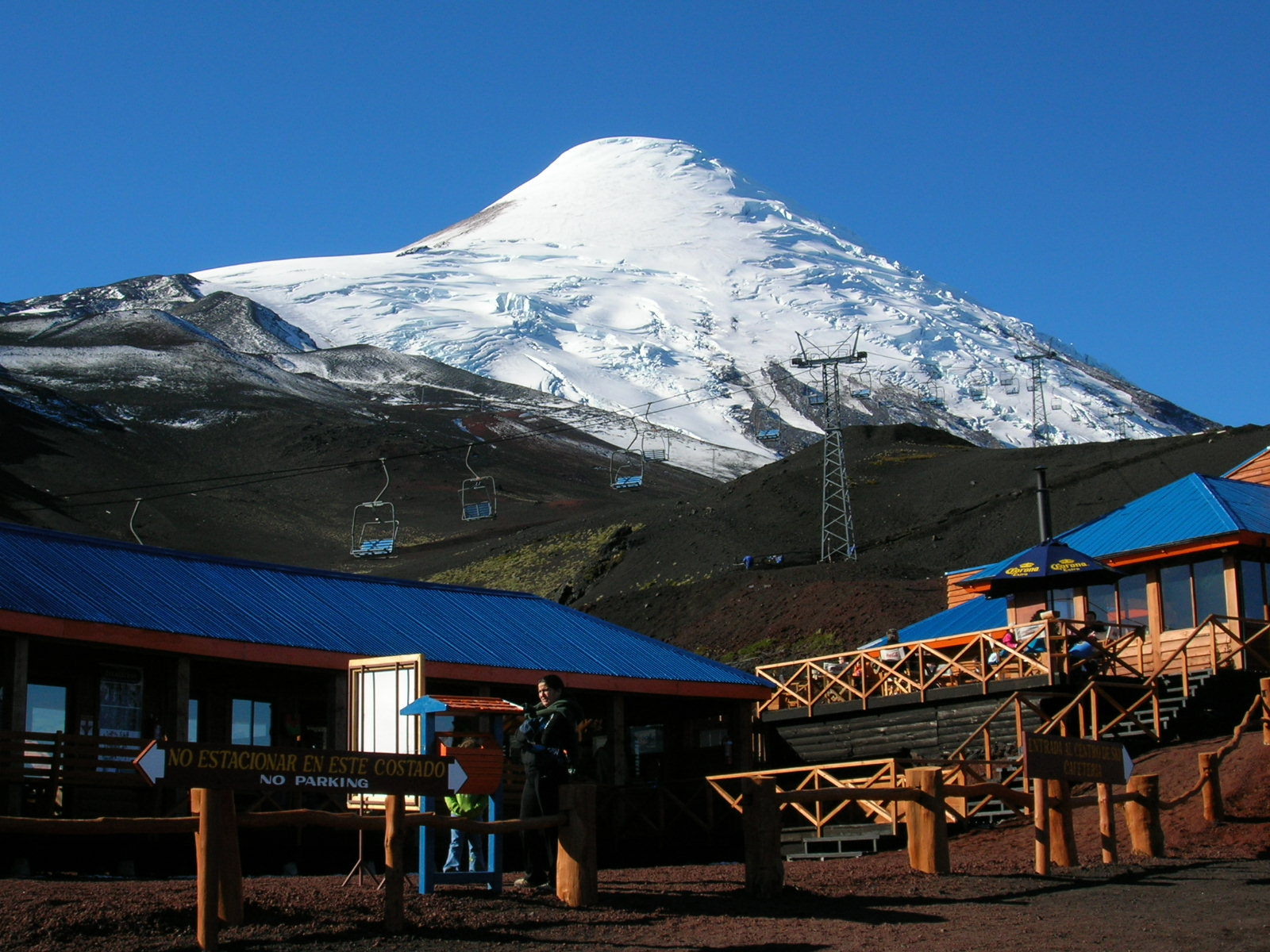

巴拉斯港是智利的城鎮，位於該國中南部，由湖大區的蘭奇胡亞省負責管轄，始建於1854年2月12日，面積4,064平方公里，海拔高度5米，2002年人口32,912，人口密度每平方公里8.1人。

## 外部連結
- （西班牙文） Municipio de Puerto Varas （页面存档备份，存于）
- Lago Llanquihue weather forecasts, compared (Google translations available).
- （西班牙文） Puerto Varas – Virtual Reality Panorama in 360ª （页面存档备份，存于）